# Paroligia
Paroligia é um gênero de traça pertencente à família Arctiidae.